# アンディフィーテッド 栄光の勝利
『アンディフィーテッド 栄光の勝利』（Undefeated）は、ダニエル・リンジーとT・J・マーティン監督による2011年のアメリカ合衆国のドキュメンタリー映画である。結成以来未勝利であるテネシー州メンフィスの高校のアメリカンフットボール・チームである「マナサス・タイガース」がコーチのビル・コートニーによって立て直される姿が描かれる。

## 評価
2011年にサウス・バイ・サウスウエストで初公開されて批評家に絶賛され、ワインスタイン・カンパニーが配給・リメイク権を獲得したことが報道された。2012年2月26日、第84回アカデミー賞長編ドキュメンタリー映画賞を受賞した。
2012年2月初頭、ショーン・コムズがリメイク企画にエグゼクティブ・プロデューサーとして参加することが報じられた。
Rotten Tomatoesでは94件のレビューで支持率は94%となった。